# Teala Loring
Teala Loring (n.  ?) a fost o actriță americană de film care a apărut în peste treizeci de filme în anii 1940.

## Filmografie selectată
- Allotment Wives (1945)
- Gas House Kids (1946)
- Riding the California Trail (1947)